# Austin FC
Austin FC és un club de futbol dels Estats Units, de la ciutat d'Austin, Texas. Austin FC juga en la Major League Soccer des del 2021 i exerceix com a local en el Q2 Stadium de la seva mateixa ciutat.

## Història
A l'octubre de 2017, el grup operador del Columbus Crew SC, Precourt Sports Vantures, va anunciar la seva intenció de crear una franquícia a Austin per a la temporada 2019 de l'MLS.
El 22 d'agost de 2018, el grup va revelar el nom i l'escut de l'equip. L'escut va ser creat per l'estudi The Butler Brothers de la ciutat d'Austin, els qui van explicar que l'escut té el "Verd brillant" per a "projectar la vitalitat i l'energia creativa d'Austin", els roures entrellaçats que "són les bases del llaç entre el club i la ciutat" i les quatre branques que són el nord, sud, est i oest d'Austin.
A l'octubre de 2018, inversors d'Ohio que incloïen a Jimmy i Dee Haslam, propietaris dels Cleveland Browns de la National Football League, i Pete Edwards de Columbus, van anunciar les seves intencions d'adquirir el Columbus Crew SC. Els dirigents de l'MLS van sentenciar que si la transferència dels Crew és reeixida, Austin FC pot ser fundat i entrar a l'MLS el 2021 com a nou equip d'expansió.
El 15 de gener de 2019 es va anunciar oficialment a Austin FC com a nou club de l'MLS per al 2021. El club va anunciar que Josh Wolff serà el primer entrenador del club.

## Cultura del club
Austin FC té actualment quatre grups de seguidors, Austin Anthem, Els Verds, Burnt Orange Brigade, juntament amb un grup de New Braunfels, Oak Army New Braunfels.

## Propietaris i gerents
Austin FC és propietat de Two Oak Ventures, anteriorment conegut com Precourt Sports Ventures, que està dirigit pel director executiu Anthony Precourt. I Altres socis inversors a Two Oak Ventures inclouen a l'actor Matthew McConaughey, l'empresari local Eduardo Margain, l'ex executiu de Dell Marius Haas i l'empresari energètic Bryan Sheffield.